# Marianne Berglund
Marianne Berglund (Boliden, Comtat de Västerbotten, 23 de juny de 1963) va ser una ciclista sueca. Del seu palmarès destaca la medalla d'or al Campionat del Món en Ruta de 1983 (com la primera ciclista femenina sueca) i diferents campionats nacionals en ruta.

## Palmarès
- 1979
  -  Campiona de Suècia en ruta
- 1983
  -  Campiona del món en ruta
- 1984
  -  Campiona de Suècia en ruta
  - Vencedora d'una etapa al Postgiro
- 1985
  - Vencedora de 2 etapes al Tour de Texas
- 1986
  - Vencedora de 3 etapes al Tour de Texas
  - Vencedora d'una etapa a la Women's Challenge
  - Vencedora d'una etapa a la Coors Classic
- 1987
  -  Campiona de Suècia en ruta
- 1991
  -  Campiona de Suècia en ruta
- 1993
  - 1a al Tour de Somerville
  - Vencedora d'una etapa al Bisbee Tour
- 1994
  - 1a al Bisbee Tour i vencedora de 3 etapes
  - 1a a la Liberty Classic